# Qingyuan Xingsi
Qingyuan Xingsi (青原行思 ; Japonais : Seigen Gyōshi ; 660—740) est le septième patriarche du Chan chinois selon la tradition sōtō. Il succède à son maître Huineng.